# Artemisia splendens
Artemisia splendens ist eine Pflanzenart aus der Gattung Artemisia innerhalb der Familie der Korbblütler (Asteraceae) aus der Türkei, dem Irak und vom Iran bis in den Südkaukasus.

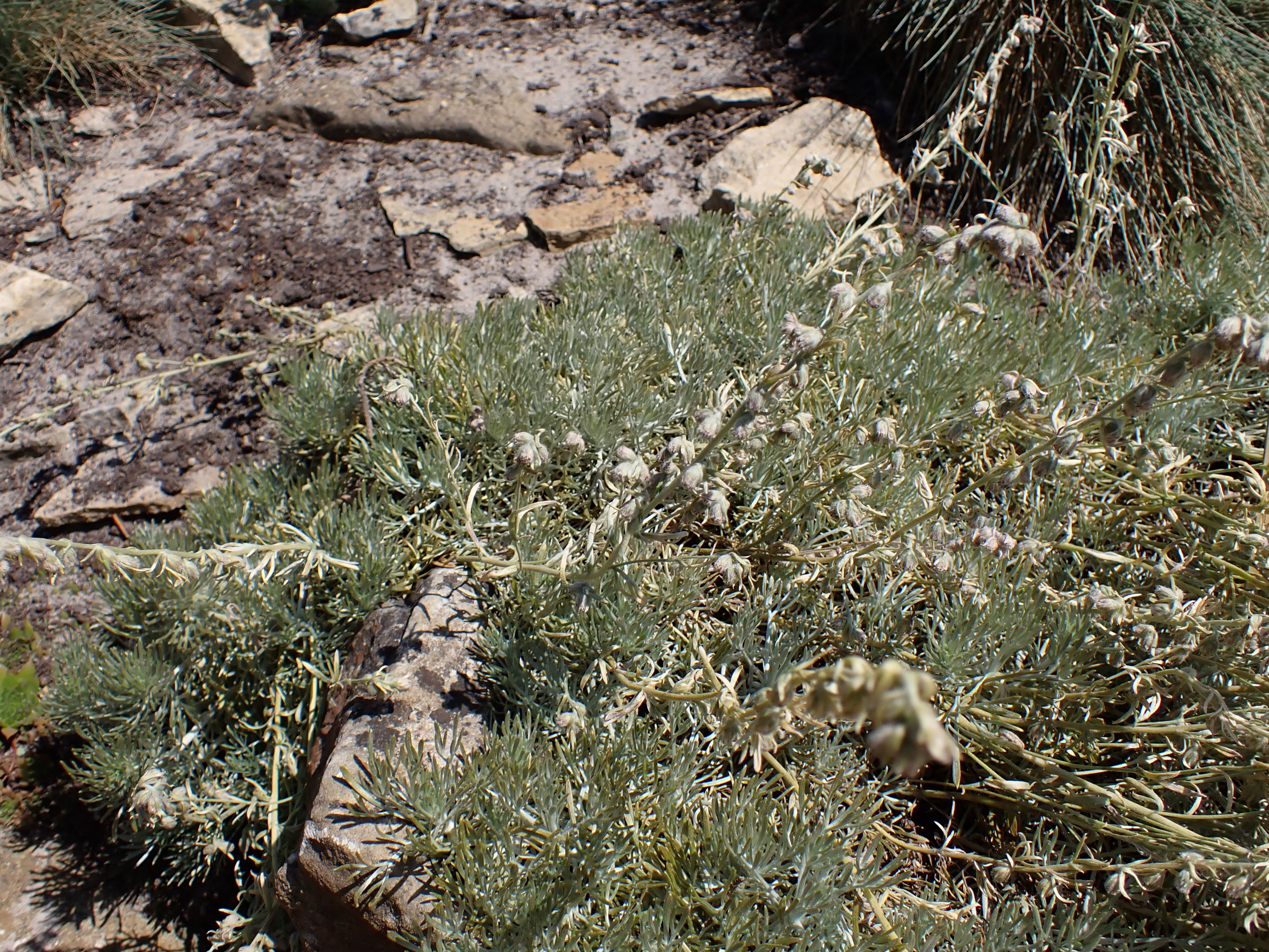
Artemisia splendens

## Beschreibung
Artemisia splendens wächst als ausdauernde, krautige und büschelbildende Pflanze bis etwa 30 Zentimeter hoch. Die Pflanzen sind weißlich-silbrig und seidig behaart.
Die einfachen, kleinen Laubblätter sind wechselständig. Die unteren, seidig, silbrig behaarten Blätter sind gestielt und doppelt fiederschnittig mit schmalen Segmenten. Die oberen Blätter und Tragblätter sind ähnlich aber kleiner.
Es werden einseitig traubige oder dicht rispige Blütenstände mit gestielten, sehr kleinen, vielblütigen und dichten Körbchen gebildet. Die fertilen Röhrenblüten sind rötlich und behaart. Die äußeren, fadenförmigen Blüten sind weiblich und ohne Kronzipfel, die inneren sind zwittrig mit Kronzipfeln. Der Körbchenboden und die mehrreihigen Hüllblätter sind behaart. Die äußeren Hüllblätter besitzen einen häutigen, bräunlichen Rand.
Es werden Achänen ohne Pappus gebildet.
Die sehr ähnliche Artemisia haussknechtii unterscheidet sich durch dichtere Behaarung auf der Epidermis mit deutlich sichtbaren prismatischen Kristallen und die leicht unterschiedliche Länge der Palisadengewebezellen. Von dem ähnlichen Österreich-Wermut unterscheidet sie sich durch Unregelmäßigkeit in der Unterteilung und schmalere Segmente der Blätter sowie geringere Wuchshöhen und Blütenstände mit weniger Blütenköpfen.

## Taxonomie
Die Art wurde 1803 von Carl Ludwig Willdenow in Species Plantarum, ed. 4 [Willdenow], Band 3(3), S. 1822 erstbeschrieben.

## Verwendung
Artemisia splendens wird mittlerweile auch als Zierpflanze angepflanzt.
Die Pflanzen enthalten Wirkstoffe gegen HT-29- und A549-Zellen und Grampositive Bakterien. Das produzierte ätherische Öl besteht hauptsächlich aus 1,8-Cineol, Germacren D, α-Pinen und Bicyclogermacren.